# مراد حديود
مراد حديود (10 سبتمبر 1976 المغرب - ) هو لاعب كرة قدم مغربي، شارك في كأس الأمم الأفريقية 2004.

## مسيرته الكروية
لعب مراد حديود خلال مسيرته الاحترافية مع 4 أندية في عشرة مواسم وسجل خلالها 32 هدفًا ضمن 210 مباراة. حيث فاز في موسمين بالكأس ولم يفز بأي دوري.
خاض مراد حديود مسيرته مع نادي الجيش الملكي في موسم 1999–00 ولمدة موسمين، لم يشارك في أي مباراة ولم يسجل أي هدف. ثم انتقل إلى نادي ليتكس لوفتش في موسم 2001–02 ليلعب معه أربعة مواسم، حيث شارك في 108 مباراة سجل خلالها 14 هدفًا. لينتقل بعدها إلى نادي سسكا صوفيا في موسم 2005–06 لمدة موسم واحد، مشاركًا في 19 مباراة سجل خلالها 7 أهداف. ثم انتقل إلى نادي آوغسبورغ في موسم 2006–07 واستمر معه طيلة ثلاثة مواسم، مشاركًا في 83 مباراة سجل خلالها 11 هدفًا.

## روابط خارجية
- مراد حديود على موقع الاتحاد الدولي (مؤرشف)  (الإنجليزية)
- مراد حديود على موقع قاعدة بيانات كرة القدم.إي يو (الإنجليزية)
- مراد حديود على موقع بيانات كرة القدم. دي إي (الألمانية)
- مراد حديود على موقع ناشيونال فوتبول تيمز (الإنجليزية)